# Método das divisões
Em matemática, o método das divisões permite a transformação de frações, equivalentes e não equivalentes a uma fração decimal, na forma de expansão decimal. Este método é um detalhamento do método de dividir o numerador pelo denominador para transformar a fração em número decimal. São usadas sucessivas divisões euclidianas para se determinar a parte inteira, os décimos, os centésimos, os milésimos, etc. do número racional que representa a fração.

## O método
Todo número racional {\displaystyle p} pode ter sua expansão decimal escrita da seguinte maneira :
{\displaystyle p=a_{n}\times 10^{n}+...+a_{1}\times 10+a_{0}+{\frac {b_{1}}{10}}+{\frac {b_{2}}{10^{2}}}+{\frac {b_{3}}{10^{3}}}...}
Pode-se escrever {\displaystyle p}, de forma mais simplificada, da seguinte maneira:
{\displaystyle p=a_{n}...a_{1}a_{0},b_{1}b_{2}b_{3}...},
onde {\displaystyle a_{n},...,a_{1},a_{0},b_{1},b_{2},b_{3},...} são algarismos de 0 a 9. Nota-se que as casas depois da vírgula (ou parte fracionária positiva) pode ser escrita como uma soma de frações decimais, as quais tem como numerador o número de sua respectiva casa decimal. Esse método pode ser utilizado tanto em uma fração ordinária que é equivalente a uma fração decimal quanto nas que não são equivalentes a uma fração decimal.
No caso específico de um racional {\displaystyle a/b} que está entre 0 e 1, para gerar a sua expressão decimal {\displaystyle 0,q_{1}q_{2}q_{3}...} são realizadas repetidas divisões euclidianas, onde cada {\displaystyle q_{i}} se refere a um quociente e {\displaystyle r_{i}} se refere a um resto de cada divisão euclidiana, observando-se que:
- {\displaystyle 10\times a=q_{1}\times b+r_{1}}, com {\displaystyle 0\leq r_{1}\leq b};
- {\displaystyle 10\times r_{1}=q_{2}\times b+r_{2}}, com {\displaystyle 0\leq r_{2}\leq b};
- {\displaystyle 10\times r_{2}=q_{3}\times b+r_{3}}, com 0 {\displaystyle \leq r_{3}\leq b};

e assim sucessivamente, continuando este processo até se chegar ao primeiro resto {\displaystyle r_{i}} nulo ou, caso a fração não seja equivalente a uma fração decimal, gerando-se uma expansão decimal infinita periódica:
{\displaystyle {\frac {a}{b}}={\frac {q_{1}}{10}}+{\frac {q_{2}}{100}}+{\frac {q_{3}}{1000}}+...=0,q_{1}q_{2}q_{3}...}
Em outras palavras, o método se encerra quando houver a primeira repetição de resto, notando-se que, se {\displaystyle r_{i}} for igual a {\displaystyle b}, é gerada uma dízima periódica.

### Caso das frações não equivalentes a uma fração decimal
Quando uma fração não é equivalente a uma fração decimal, a sua expansão decimal é, obrigatoriamente, uma expansão infinita periódica. Contudo, o método pode ser utilizado para descobrir a sua expansão decimal, pois existe, a partir de uma certa casa decimal, uma repetição de dígitos (um período de expansão), que é o primeiro e menor bloco de repetição que aparece e se repete sucessivamente no restante da expansão decimal.

## Exemplos
Abaixo são apresentados alguns exemplos.
- {\displaystyle {\frac {255}{1000}}={\frac {2}{10}}+{\frac {5}{100}}+{\frac {5}{1000}}=0,255};
- {\displaystyle {\frac {23}{5}}={\frac {46}{10}}=4+{\frac {6}{10}}=4,6};
- {\displaystyle {\frac {7}{4}}=1,75};
- {\displaystyle {\frac {1}{3}}=0,33...=0,{\overline {3}}}.

No caso do penúltimo exemplo, nota-se que, como {\displaystyle 7=1\times 4+3}, então
{\displaystyle {\frac {7}{4}}={\frac {1\times 4+3}{4}}=1+{\frac {3}{4}}}.
Prosseguindo, determina-se a casa dos décimos
{\displaystyle {\frac {3}{4}}={\frac {1}{10}}\times {\frac {30}{4}}={\frac {1}{10}}\times {\frac {7\times 4+2}{4}}={\frac {1}{10}}\times (7+{\frac {2}{4}})={\frac {7}{10}}+{\frac {2}{40}}},
de modo que
{\displaystyle {\frac {7}{4}}=1+{\frac {7}{10}}+{\frac {2}{40}}}
Da mesma forma para determinar a casa dos centésimos
{\displaystyle {\frac {2}{40}}={\frac {1}{10}}\times {\frac {20}{40}}={\frac {1}{100}}\times {\frac {20}{4}}={\frac {1}{100}}\times {\frac {4\times 5+0}{4}}={\frac {1}{100}}\times (5+{\frac {0}{4}})={\frac {5}{100}}}
e, portanto,
{\displaystyle {\frac {7}{4}}=1+{\frac {7}{10}}+{\frac {5}{100}}=1,75}.
Nota-se que, a cada passo do método, busca-se escrever a fração decimal que representa a casa decimal. Agora, para o caso do último exemplo, ou seja, da fração {\displaystyle {\frac {1}{3}}}, como o numerador é menor que o denominador, segue que a parte inteira é {\displaystyle 0}. Determina-se a casa dos décimos
{\displaystyle {\frac {1}{3}}={\frac {1}{10}}\times {\frac {10}{3}}={\frac {1}{10}}\times {\frac {3\times 3+1}{3}}={\frac {1}{10}}\times (3+{\frac {1}{3}})={\frac {3}{10}}+{\frac {1}{30}}},
e a casa dos centésimos
{\displaystyle {\frac {1}{30}}={\frac {1}{10}}\times {\frac {10}{30}}={\frac {1}{100}}\times {\frac {10}{3}}={\frac {1}{100}}\times {\frac {3\times 3+1}{3}}={\frac {1}{100}}\times (3+{\frac {1}{3}})={\frac {3}{100}}+{\frac {1}{300}}.}
Percebe-se que as divisões acima estão gerando repetição, de modo que é possível afirmar a fração leva a uma dízima periódica, ou seja, a sua expansão decimal é infinita e periódica. Assim:
{\displaystyle {\frac {1}{3}}=0+{\frac {3}{10}}+{\frac {3}{100}}+...=0,33...=0,{\overline {3}}}.

## Formalização do método das divisões
A formalização do método é feita considerando-se apenas a parte fracionária, sem se considerar a parte inteira. Para tal, consideram-se os racionais escritos como uma fração {\displaystyle {\frac {a}{b}}}, com {\displaystyle 0<a<b}, sendo cada parte da expansão decimal realizada separadamente. Para a casa dos décimos, é realizada a primeira divisão euclidiana, entre {\displaystyle a} e {\displaystyle b}:
{\displaystyle {\frac {a}{b}}={\frac {10\times a}{10\times b}}={\frac {1}{10}}{\frac {q_{1}\times b+r_{1}}{b}}={\frac {q_{1}}{10}}+{\frac {r_{1}}{10\times b}}}, onde {\displaystyle 0\leq r_{1}<b}.
Assim, como {\displaystyle 0<a<b}, segue que {\displaystyle 0<10\times a<10\times b}. Como {\displaystyle 10\times a=q_{1}\times b+r_{1}}, pode-se escrever {\displaystyle 0<q_{1}\times b+r_{1}\times b}. Vale ressaltar que {\displaystyle r_{1}\geq 0}, de modo que {\displaystyle 0\leq q_{1}\leq 9}. Por outro lado, 
{\displaystyle 0\leq r_{1}<b\Rightarrow 0\leq r_{1}<{\frac {10\times b}{10}}\Rightarrow 0\leq {\frac {r_{1}}{10\times b}}<{\frac {1}{10}}}.
Logo, segue que em {\displaystyle {\frac {a}{b}}} cabem apenas {\displaystyle q_{1}} décimos e esse primeiro passo pode ser resumido como:
{\displaystyle {\frac {a}{b}}={\frac {q_{1}}{10}}+{\frac {r_{1}}{10\times b}}}, onde {\displaystyle 0\leq {\frac {r_{1}}{10\times b}}<{\frac {1}{10}}}.
Se ocorrer {\displaystyle r_{1}=0}, segue que {\displaystyle {\frac {a}{b}}={\frac {q_{1}}{10}}} e a aplicação do método está finalizada (ou seja, {\displaystyle {\frac {a}{b}}} é um número com um número apenas após a vírgula). Caso {\displaystyle r_{1}\neq 0}, segue-se para a próxima casa, a dos centésimos. Supondo, então, {\displaystyle 0<r_{1}<b}, é realizada uma segunda divisão euclidiana
{\displaystyle {\frac {r_{1}}{10\times b}}={\frac {10\times r_{1}}{100\times b}}={\frac {1}{100}}{\frac {q_{2}\times b+r_{2}}{b}}={\frac {q_{2}}{100}}+{\frac {r_{2}}{100\times b}}}, onde {\displaystyle 0\leq r_{2}<b}.
Como {\displaystyle 0<10\times r_{1}<10\times b} pode ser escrito como {\displaystyle 0<q_{2}\times b+r_{2}<10\times b}, e como {\displaystyle r_{2}\geq 0}, segue que {\displaystyle 0\leq q_{2}\leq 9}. Por outro lado, {\displaystyle 0\leq r_{2}<b} dá {\displaystyle 0\leq {\frac {r_{2}}{100\times b}}<{\frac {1}{100}}}, e então segue que em {\displaystyle a/b} cabem apenas {\displaystyle q_{2}} centésimos.
Resumindo, se
{\displaystyle {\frac {a}{b}}={\frac {q_{1}}{10}}+{\frac {q_{2}}{100}}{\frac {r_{2}}{100\times b}},0\leq {\frac {r_{2}}{100\times b}}<{\frac {1}{100}}}
e, no caso em que {\displaystyle r_{2}=0}, tem-se a expansão {\displaystyle {\frac {a}{b}}={\frac {q_{1}}{10}}+{\frac {q_{2}}{100}}}. Mas se {\displaystyle r_{2}\neq 0}, é preciso determinar a próxima casa decimal. Enquanto são encontrados restos não nulos, o processo é continuado. Ou seja, tendo sido determinado o dígito da {\displaystyle k}-ésima casa depois da vírgula, se {\displaystyle 0<{\frac {r_{k}}{10^{k}\times b}}<{\frac {1}{10^{k}}}}, segue-se para a determinação do dígito da {\displaystyle (k+1)}-ésima casa; para isso, é realizada uma nova divisão euclidiana, para ver qual o maior múltiplo de {\displaystyle {\frac {1}{10^{k+1}}}} que cabe em {\displaystyle {\frac {r_{k}}{10^{k}\times b}}}. 